# Älgberget-Björnberget
Älgberget-Björnberget este o arie protejată (arie specială de conservare — SAC, sit de importanță comunitară — SCI) din Suedia întinsă pe o suprafață de 266,4 ha, integral pe uscat.

## Localizare
Centrul sitului Älgberget-Björnberget este situat la coordonatele 62°55′44″N 17°26′47″E / 62.9288°N 17.4463°E.

## Înființare
Situl Älgberget-Björnberget a fost declarat sit de importanță comunitară în ianuarie 1998 pentru a proteja un număr necunoscut de specii din flora spontană și fauna sălbatică aflate în arealul zonei. Situl a fost protejat și ca arie specială de conservare în martie 2011.

## Biodiversitate
Situată în ecoregiunea boreală, aria protejată conține 5 habitate naturale: Mlaștini turboase de tranziție și turbării mișcătoare, Mlaștini împădurite, Pante stâncoase silicioase cu vegetație casmofită, Fânețe de joasă altitudine (Alopecurus pratensis, Sanguisorba officinalis), Taiga vestică.
La baza desemnării sitului se află un număr nedeclarat de specii protejate.